# Puerto España
Puerto España (del inglés: Port of Spain) es la capital de Trinidad y Tobago. Está situada en la costa noroeste de la isla Trinidad, y es la mayor ciudad del país, con una población municipal de 49 031 personas (censo de 2000), una población metropolitana de 128 026 personas (estimación no oficial de 1990) y una población diaria transitoria de 250 000. Se encuentra en el golfo de Paria, y es parte de una aglomeración urbana más grande que se extiende desde Chaguaramas en el oeste hasta Arima, en el este, con una población estimada de 600 000.
La población oficial de Puerto España es relativamente pequeña por una concentración de alta densidad de edificios comerciales y gubernamentales. La mayor parte de los habitantes de Puerto España se halla principalmente en el centro urbano, en gran parte, económicamente deprimido. La conurbación del corredor ‘East-West’ (el Corredor Este-Oeste), con una población de casi 600 000 personas, sería una representación más verídica de la densidad demográfica metropolitana y de su imagen de gran ciudad, con su sistema suburbano de carreteras. El Corredor es la región más desarrollada del norte de Trinidad, que se extiende desde la capital Puerto España, a 24 km al este hasta Arima. El Corredor incluye pueblos tales como Barataría, San Juan, San José, Curepe, San Agustín, Tunapuna, Tacarigua, Arouca y Cinco Ríos, que antes eran comunidades diferenciadas pero que, actualmente, son distritos dentro de una zona urbana continua. Gran parte del Corredor se extiende por el ‘Eastern Main Road’ (la Calle Principal del Este), entre la autovía de Churchill-Roosevelt y las estribaciones de la Cordillera Nordestina. Es una zona de desarrollo densamente poblada y bastante abarrotada por unas de las mejores tierras agrícolas del país.
La ciudad sirve principalmente como centro de ventas al por menor y centro administrativo. Además, actúa como centro de servicios financieros y es la sede de dos de los más grandes bancos del Caribe. Es uno de los centros más importantes de transporte marítimo de dicho mar, con exportaciones de productos agrícolas y asfalto. La bauxita de las Guayanas y el mineral de hierro de Venezuela son transbordados a través de instalaciones en Chaguaramas, a unos ocho kilómetros al oeste de la ciudad. El edificio más alto de Puerto España (y del país en su totalidad) es el ‘Nicholas Tower’ (la Torre Nicholas) de 21 pisos; existe planes para que el propuesto Waterfront International Project incluya una torre de oficinas de 26 pisos.
Puerto España fue fundada por los españoles en el antiguo emplazamiento de la villa aborigen de Cumucarapo. A finales del siglo XVIII, la capital fue trasladada desde San José de Oruña por el último gobernador, José María Chacón y Sánchez de Soto. Tras la conquista de la isla por Inglaterra durante las Guerras Revolucionarias Francesas en 1797 siguió siendo la capital de la colonia, y tras la independencia pasó a ser la capital del país.

## Historia
Puerto España fue fundada cerca de la sede del pueblo pesquero amerindio de Cumucurapo ("lugar del árbol del algodón seda"), ubicada en la zona hoy conocida como Mucurapo, al oeste del centro de la ciudad. El nombre Conquerabia también está registrado para un asentamiento amerindio; este puede haber sido una aldea, otro nombre para Cumucurapo, o el resultado de un error de comprensión a principio de la colonización de los españoles, quienes establecieron un puerto en este lugar al que llamaron "Puerto de los Hispanioles (españoles)", llamado después Puerto de España". En 1560, una guarnición española se colocó al pie de las Laventille Hills, que hoy forman la frontera oriental de la ciudad.
La parte del actual centro de Puerto España más cercana al mar fue una vez una zona de llanuras limosas cubierta por manglares. La fortaleza es un recinto amurallado de barro con una choza dentro de un asta, dos o tres cañones, y unos pocos soldados españoles. Los caribes fueron transitorios, que viajan a la parte continental (actualmente Venezuela) y el río Orinoco. El comandante naval francés Comte d'Estrées visitó el sitio en 1680 e informó de que no existía ningún Puerto de España. Pero en 1690, el gobernador español Sebastián de Roteta informó por escrito al rey de España lo siguiente: "Ya seis casas se han hecho y otros han comenzado. Ya hay una iglesia en este lugar, por lo que no es necesario construir una nueva."
En 1699, el gobernador de Trinidad informó al Rey de que los nativos «tenían la costumbre de mostrar desprecio y maltrato a la Santa Fe y ridiculizaron con gestos los esfuerzos de los Santos Padres».
En 1757, la antigua capital de Trinidad San José de Oruña, localizada aproximadamente siete millas tierra adentro, había caído en el abandono, y el gobernador Pedro de la Moneda trasladó su sede a Puerto España convirtiéndose así en la capital de facto. En 1777 Trinidad pasa a formar parte de la Capitanía General de Venezuela por orden del rey Carlos III. El último gobernador español de Trinidad, José María Chacón y Sánchez de Soto, dedicó gran parte de su tiempo a desarrollar la nueva capital. Él ordenó al Cabildo (Consejo de Gobierno) a desplazarse a Puerto España desde San José de Oruña, y limita sus facultades en el municipio. La Cédula de Población de 1783, que alentó la inmigración de franceses católicos en la isla, llevó a un rápido aumento de la población de la ciudad y de su extensión geográfica hacia el oeste.
Desde el pequeño grupo de edificios a los pies de la Laventille Hills, once calles quedaron establecidas al oeste de la zona delimitada por la St Ann's River, lo que permitiría establecer el patrón de cuadrícula que ha sobrevivido en el centro de Puerto España hasta la actualidad. A lo largo de la orilla del mar se encuentra la Plaza de la Marina (Marine Square), un vasto terreno. En 1786, la ciudad tenía una población de alrededor de 3000 habitantes.

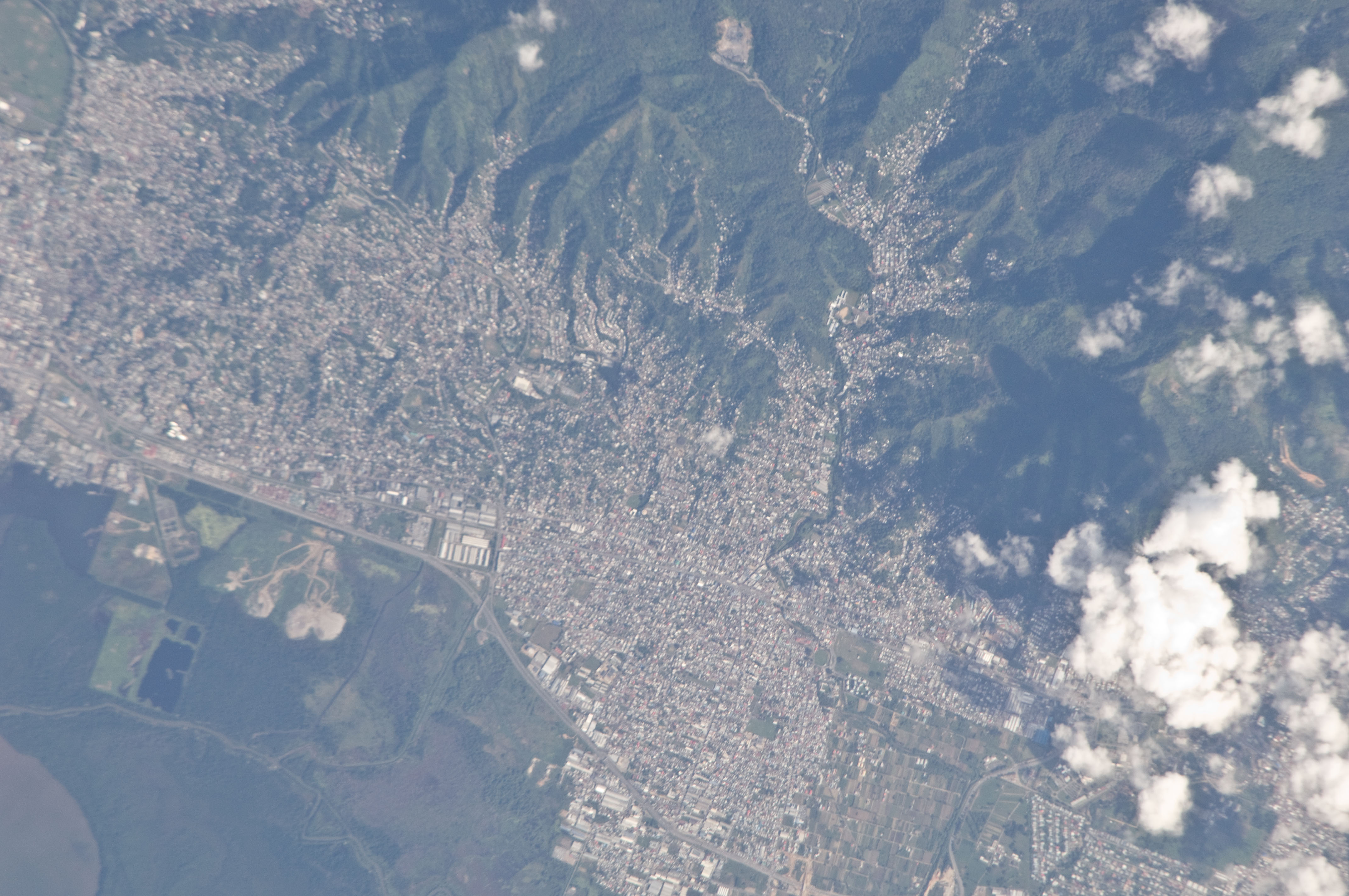
Vista aérea de Puerto España

Al darse cuenta de que el río St Ann's es propenso a las inundaciones, y esto obstaculizaba la expansión de la ciudad, Chacón había desviado su curso en el 1787 a fin de que corriese hacia el este de la ciudad, a lo largo de las faldas de las colinas de Laventille. Durante la temporada de lluvias, el río aún tenía una tendencia a la sobrecarga de los bancos de arena y las inundaciones en partes de la ciudad. A lo largo de los decenios, su canalización sería ampliada y asfaltada. Durante la temporada seca, el nivel del agua baja a un mínimo. Puerto España estaba entonces en condiciones de seguir creciendo hacia el norte y hacia el oeste, interviniendo sus alrededores con plantaciones de caña de azúcar.
En 1797, Trinidad fue invadida por un contingente británico bajo el mando del general sir Ralph Abercromby. Ante la superioridad numérica de la flota inglesa el almirante Apodaca ordenó incendiar sus buques. Los infantes de marina desembarcaron al oeste de Puerto de España, en lo que aún se llama Invaders Bay, y marcharon hacia la capital. Al darse cuenta de que sus recursos militares eran insuficientes para defender el territorio, y que deseaban evitar su destrucción, el gobernador Chacón capituló y pudo negociar el armisticio con Abercromby. Puerto España siguió siendo la capital. El nuevo gobierno colonial británico pasó a renombrar la mayoría de las calles después de la invasión con personajes de la realeza británica o militares, pero conservaría Chacón Street (que sigue el antiguo curso del río St Ann's), como recuerdo al último gobernador hispano.
En 1803 Puerto España empezó a crecer hacia el sur, con la recuperación de las llanuras limosas, utilizando parte de las colinas de Laventille. El distrito sigue siendo hoy llamado Mar Lots. Poco a poco, el vertedero desplazado hacia el oeste y la zona sur de la Plaza de la Marina se convirtieron en tierra sólida. Además, grandes esfuerzos de recuperación se llevaron a cabo en la década de los 40 del siglo XIX, la década de los 70 del mismo siglo y en 1906. En 1935, la Deep Water Harbour Scheme implicó el dragado de la zona a lo largo de la costa de los barrios del oeste de Puerto España, y los materiales de dragado se utilizaron para rellenar la zona sur de Woodbrook. Wrightson Road, que vincula el centro de Puerto de España a sus suburbios occidentales, se construyó al mismo tiempo. Estas tierras fueron recuperadas originalmente llamadas Docksite, y fueron el sitio de acuartelamiento de las fuerzas de EE. UU. durante la Segunda Guerra Mundial. Más tarde una serie de edificios del gobierno se construyeron allí.
Puerto España siguió creciendo en tamaño e importancia durante el siglo XIX y principios del XX, con una población en 1960 de alrededor de 100 000 personas. Desde entonces, el número de habitantes dentro de los límites de la ciudad se ha reducido ya que el centro de la ciudad se ha convertido cada vez más en áreas comerciales; y por tanto los suburbios en los valles al norte, al oeste y noreste de la ciudad han crecido. Hoy, Puerto España es el centro occidental de una zona metropolitana que se extiende desde Carenage, cinco millas al oeste de la ciudad, a Arima, quince millas al este; Este Corredor Este y el Oeste corre a lo largo del borde sur de la isla de Trinidad Norte Gama.
Desde 1958 a 1962, Puerto España fue la capital provisional de la efímera Federación de las Indias Occidentales, aunque hubo planes para construir una nueva capital federal en Chaguaramas, en territorios ocupados por la base militar de los Estados Unidos establecida en la Segunda Guerra Mundial. Federación Park, un barrio residencial en el oeste de Puerto de España destinado a los empleados de la casa de gobierno federal, es un monumento a ese momento.

## Demografía

### Ciudad
Datos demográficos de la ciudad de Puerto España:
| Gráfica de evolución demográfica de Puerto España entre 1901 y 2011 |
|                                                                     |

### Localidad
Datos demográficos de la localidad de Puerto España:
| Gráfica de evolución demográfica de Puerto España entre 2000 y 2011 |
|                                                                     |

## Geografía
La ciudad abarca parte de la isla Trinidad y limita al norte con las regiones de Diego Martín y San Juan-Laventille, al sur y oeste con el golfo de Paria y al este con la región de San Juan-Laventille. Parte de la ciudad se sitúa en tierra ganada al mar, mientras otras partes escalan hacia las colinas situadas sobre la ciudad.

### Clima
Puerto España tiene un clima fundamentalmente tropical. Estaciones húmedas de junio a diciembre, y secas el resto del año.

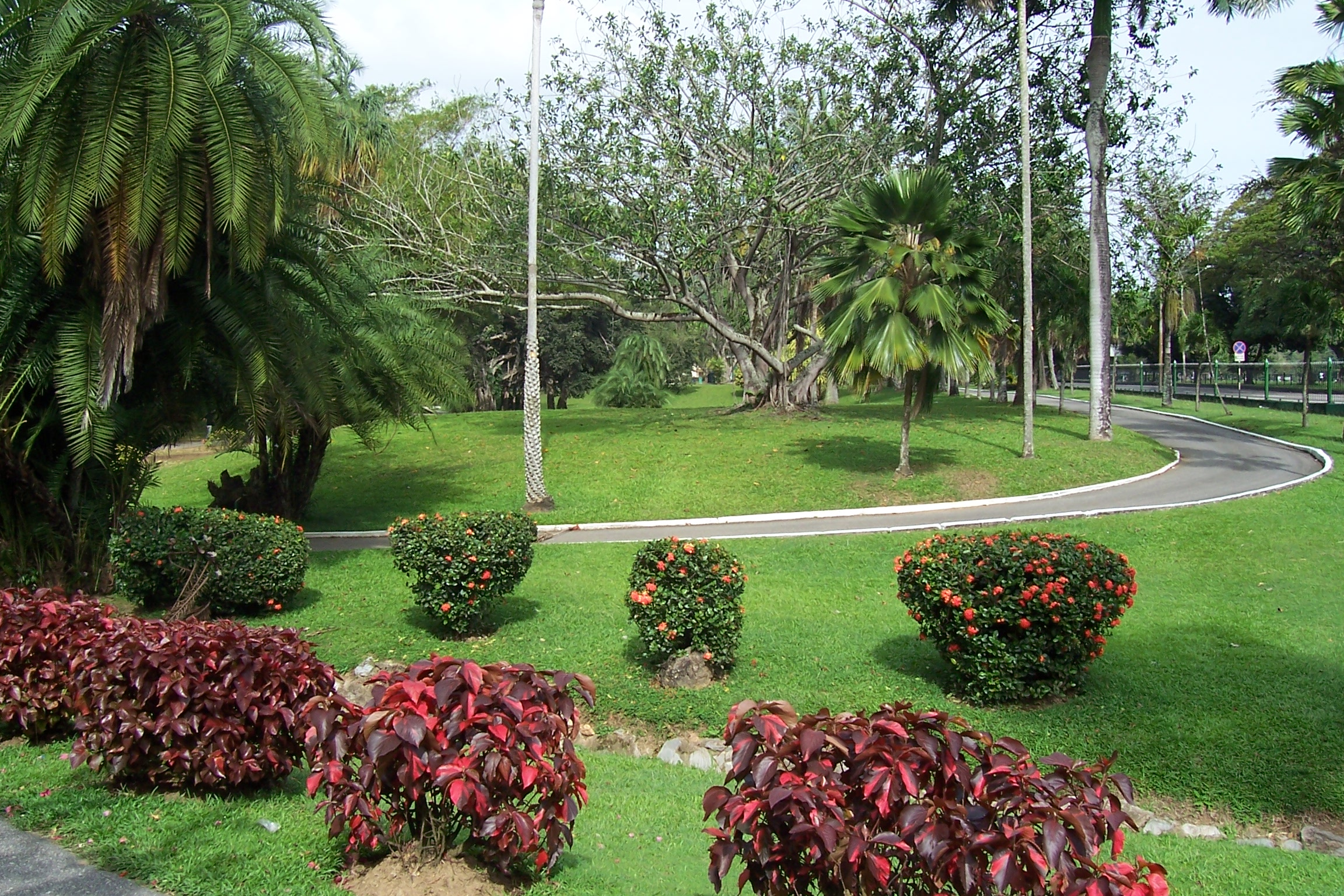
Jardín Botánico, Puerto España.

| Parámetros climáticos promedio de Puerto España, Trinidad y Tobago | Parámetros climáticos promedio de Puerto España, Trinidad y Tobago | Parámetros climáticos promedio de Puerto España, Trinidad y Tobago | Parámetros climáticos promedio de Puerto España, Trinidad y Tobago | Parámetros climáticos promedio de Puerto España, Trinidad y Tobago | Parámetros climáticos promedio de Puerto España, Trinidad y Tobago | Parámetros climáticos promedio de Puerto España, Trinidad y Tobago | Parámetros climáticos promedio de Puerto España, Trinidad y Tobago | Parámetros climáticos promedio de Puerto España, Trinidad y Tobago | Parámetros climáticos promedio de Puerto España, Trinidad y Tobago | Parámetros climáticos promedio de Puerto España, Trinidad y Tobago | Parámetros climáticos promedio de Puerto España, Trinidad y Tobago | Parámetros climáticos promedio de Puerto España, Trinidad y Tobago | Parámetros climáticos promedio de Puerto España, Trinidad y Tobago |
| Mes                                                                | Ene.                                                               | Feb.                                                               | Mar.                                                               | Abr.                                                               | May.                                                               | Jun.                                                               | Jul.                                                               | Ago.                                                               | Sep.                                                               | Oct.                                                               | Nov.                                                               | Dic.                                                               | Anual                                                              |
| ------------------------------------------------------------------ | ------------------------------------------------------------------ | ------------------------------------------------------------------ | ------------------------------------------------------------------ | ------------------------------------------------------------------ | ------------------------------------------------------------------ | ------------------------------------------------------------------ | ------------------------------------------------------------------ | ------------------------------------------------------------------ | ------------------------------------------------------------------ | ------------------------------------------------------------------ | ------------------------------------------------------------------ | ------------------------------------------------------------------ | ------------------------------------------------------------------ |
| Temp. máx. abs. (°C)                                               | 33.2                                                               | 33.0                                                               | 34.9                                                               | 34.9                                                               | 35.3                                                               | 34.4                                                               | 33.5                                                               | 34.2                                                               | 36.5                                                               | 35.5                                                               | 33.8                                                               | 33.2                                                               | 36.5                                                               |
| Temp. máx. media (°C)                                              | 28.0                                                               | 28.9                                                               | 30.3                                                               | 31.0                                                               | 33.1                                                               | 31.5                                                               | 31.3                                                               | 31.7                                                               | 32.2                                                               | 32.2                                                               | 31.5                                                               | 31.1                                                               | 31.1                                                               |
| Temp. mín. media (°C)                                              | 17.0                                                               | 19.2                                                               | 20.7                                                               | 22.0                                                               | 23.0                                                               | 23.3                                                               | 23.0                                                               | 23.0                                                               | 23.1                                                               | 22.6                                                               | 22.3                                                               | 21.0                                                               | 21.7                                                               |
| Temp. mín. abs. (°C)                                               | 15.6                                                               | 16.1                                                               | 16.7                                                               | 17.2                                                               | 18.9                                                               | 19.7                                                               | 18.3                                                               | 18.9                                                               | 19.4                                                               | 19.4                                                               | 17.9                                                               | 16.7                                                               | 15.6                                                               |
| Lluvias (mm)                                                       | 42.9                                                               | 39.8                                                               | 16.9                                                               | 27.7                                                               | 67.5                                                               | 155.6                                                              | 193.6                                                              | 244.0                                                              | 190.5                                                              | 143.3                                                              | 210.5                                                              | 75.7                                                               | 1408.0                                                             |
| Días de lluvias (≥ 0.1 mm)                                         | 11                                                                 | 10                                                                 | 6                                                                  | 6                                                                  | 11                                                                 | 20                                                                 | 21                                                                 | 19                                                                 | 16                                                                 | 15                                                                 | 18                                                                 | 13                                                                 | 166                                                                |
| Horas de sol                                                       | 241.3                                                              | 231.3                                                              | 248.3                                                              | 237.5                                                              | 233.2                                                              | 183.7                                                              | 205.9                                                              | 212.5                                                              | 197.1                                                              | 207.4                                                              | 197.7                                                              | 214.5                                                              | 2610.4                                                             |
| Humedad relativa (%)                                               | 81                                                                 | 80                                                                 | 77                                                                 | 77                                                                 | 79                                                                 | 84                                                                 | 84                                                                 | 84                                                                 | 84                                                                 | 85                                                                 | 86                                                                 | 84                                                                 | 82                                                                 |
| Fuente n.º 1: World Meteorological Organization                    |                                                                    |                                                                    |                                                                    |                                                                    |                                                                    |                                                                    |                                                                    |                                                                    |                                                                    |                                                                    |                                                                    |                                                                    |                                                                    |
| Fuente n.º 2: NOAA (sun, extremes and humidity)                    |                                                                    |                                                                    |                                                                    |                                                                    |                                                                    |                                                                    |                                                                    |                                                                    |                                                                    |                                                                    |                                                                    |                                                                    |                                                                    |

## Organización territorial
Consta de catorce localidades:
- Belmont
- Cocorite
- East Port of Spain
- Ellerslie Park
- Federation Park
- Gonzales
- Long Circular
- Newtown
- Port of Spain Port Area
- Port of Spain
- Sealots
- St. Clair
- St. James
- Woodbrook

## Vivienda
La presión para la expansión del desarrollo comercial continúa en Woodbrook y la zona que va hacia el norte de Puerto España ha resultado en una tasa rápida de descenso de la población ciudadana durante las últimas 4 décadas. El 'quasi finito' proyecto en ‘Damien Street’ (2007) Woodbrook proveerá unos 350 apartamentos y la iniciativa ‘Waterfront Development’ (el Desarrollo a Orillas del Mar) dará unos 1500. Los dos proyectos cuestan mucho y son muy costosos para la mayoría de la población.
Para tratar el problema, el ‘East Port of Spain Development Company’ (la Empresa de Desarrollo del Este de Puerto España) fue establecido en 2005 con el mandato de desarrollar y modernizar una zona en el este de Puerto España para mejorar el entorno económico, social y físico de aquellas áreas. Actualmente, se están derribando almacenes antiguos y viviendas de calidad inferior de muchas partes de la entrada del este de Puerto España.

## Gobierno
Puerto España se administra por el ‘Port of Spain City Corporation’ (que funciona como Ayuntamiento de la ciudad). Hay doce concejales y cuatro regidores. Se elige al alcalde a través de los socios del consejo.

### Alcaldes
Murchison Brown es el alcalde actual de Puerto España.
Los distritos electorales son:
•	St. James East
•	St. James West
•	Woodbrook
•	Northern Port of Spain
•	Belmont East
•	Belmont North & West
•	Southern Port of Spain
•	East Dry River
•	St. Ann’s River South
•	St. Ann’s River Central
•	St. Ann’s River North
•	Belmont South
Puerto España se convirtió en una “ciudad” en 1914; se aprobó la ordenanza el 29 de mayo y el gobernador la proclamó el 25 de junio de 1914. Se eligieron los primeros concejales de la ciudad el 2 de noviembre. Entre ellos, figuraba el explotador petrolífero Randolph Rust, el abogado y activista social Emmanuel Mzumbo Lazare y el Doctor Enrique Prada, a quien el consejo eligió como presidente y que se llegó a ser el primer alcalde de la ciudad de Puerto España.

## Economía

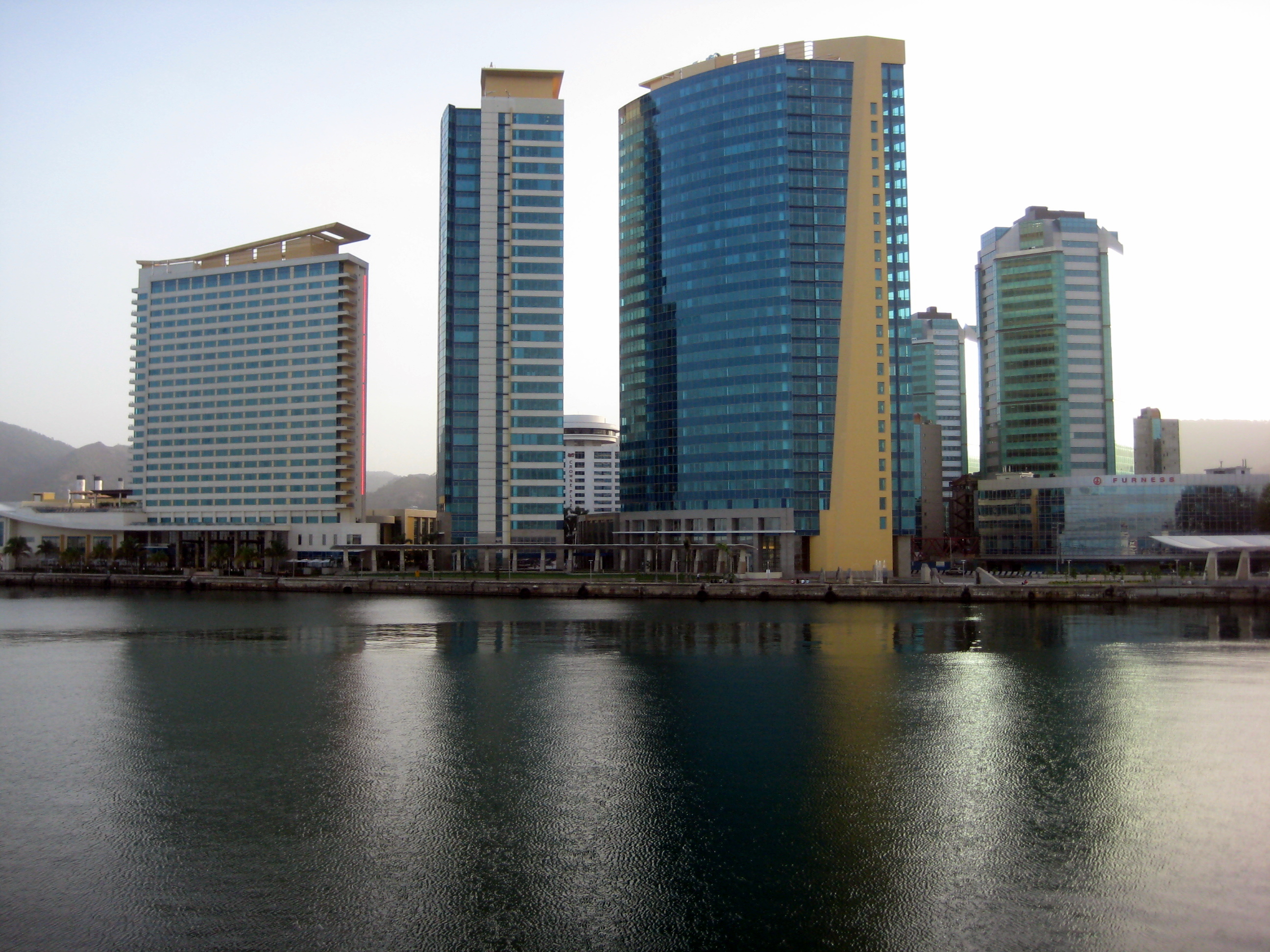
Puerto de Puerto España.

Puerto España sirve como centro de compras y centro de negocios para gran parte del país. Además, es un importante centro financiero. Dos de los bancos más grandes del Caribe, Republic Bank, Trinidad & Tobago y RBTT (antiguamente el Royal Bank (Banco Royal) de Trinidad y Tobago) tienen sus sedes aquí.
Puerto España es el puerto principal de transporte marítimo en contenedores. El puerto puede atracar transatlánticos grandes. También, la mayoría de las oficinas gubernamentales están situadas en la ciudad. El ‘Government Campus Plaza’ (la Plaza Campus del Gobierno) que está en construcción, el ‘Red House’ (la Casa Roja), el Eric Williams Plaza y muchos otros edificios gubernamentales están situados en la ciudad.
La economía de Trinidad está basada en el gas natural y petróleo. No hay grandes zonas industriales en Puerto España sino hay, o hay planes para, una refinería importante de petróleo y muchas plantas de petroquímicos, hierro, acero y aluminio al sur de la ciudad. Los altos ingresos de la venta internacional del gas natural y crudo ha ayudado al país con el ‘Port of Spain International Waterfront Project’ (el Proyecto Internacional a Las Orillas del Mar de Puerto de España). La agricultura también forma parte de la economía de Trinidad, pero la mayoría del cultivo se hace fuera de Puerto España. Trinidad y Tobago suele exportar más de lo que importa, pero recientemente, las importaciones han aumentado mucho debido a la necesidad de importar maquinaría pesada de construcción. Trinidad y Tobago es una de las naciones más ricas del Caribe. Puerto España está conocida como 'el centro industrial' del Caribe y es la ciudad más desarrollada del país.

## Educación
La educación es obligatoria hasta la edad de 16. La inscripción de la escuela primaria y la escuela secundaria es casi universal. Los jóvenes que terminan el colegio en Puerto España, como ciudadanos de Trinidad y Tobago, no pagan la matrícula para estudiar en los institutos superiores tanto públicos como privados, salvo los estudios de posgrado que están muy subvencionados. Algunos colegios importantes en Puerto España incluyen el ‘St. Mary’s College’ (el Colegio de Santa María), el ‘Queen’s Royal College’ (el Colegio Real de la Reina), el ‘St. Joseph’s Convent, POS’ (el Convento de San José, Puerto España), el ‘Bishop’s Anstey High School’ (el Colegio del Obispo Anstey), el ‘Fatima Boys’ College’ (el Colegio de Chicos de Fatima) y el ‘Holy Name Convent’ (el Colegio del Nombre Sagrado).

## Cultura

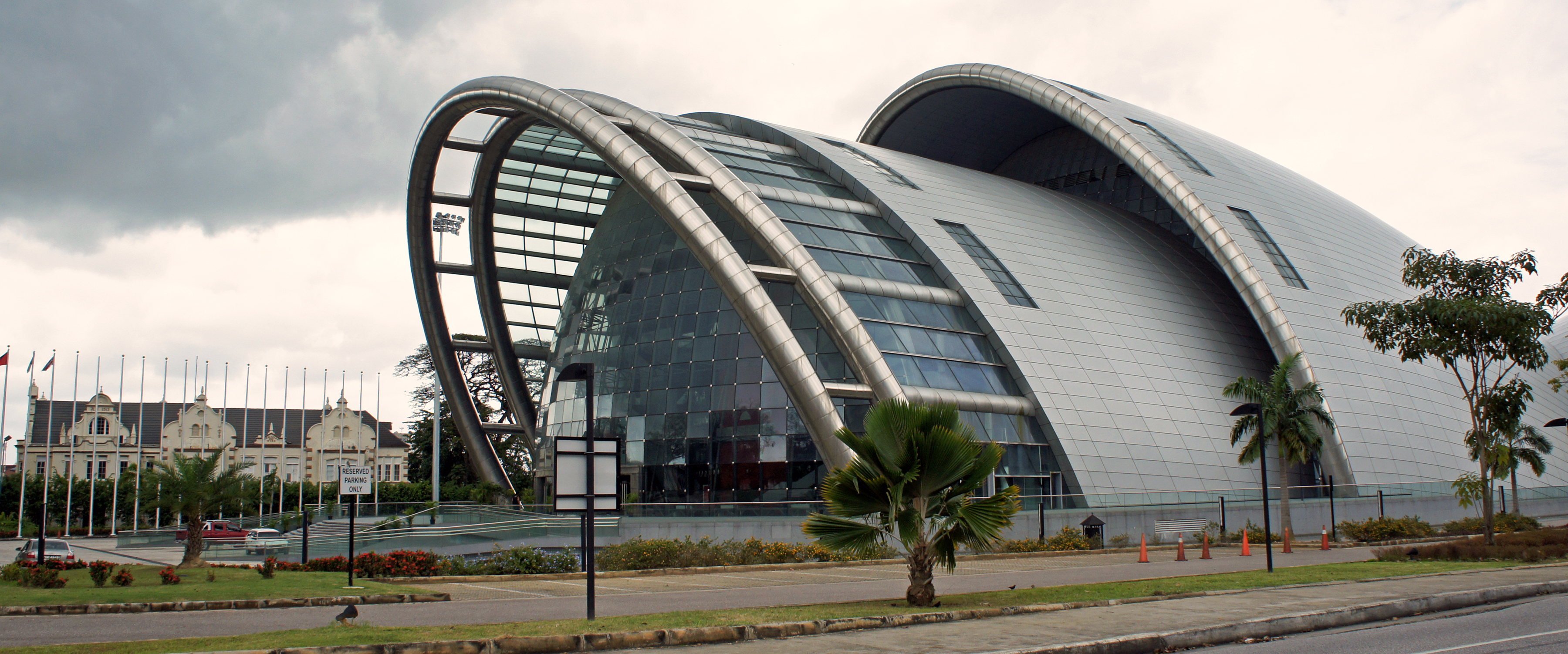
Academia Nacional de las Artes, Puerto España

### Entretenimiento y vida nocturna
Mientras que la zona principal de compras alrededor del ‘Frederick Street’ (Calle Frederick) ha disminuido debido a la competencia de los centros comerciales y el crecimiento de ciudades en las afueras, ‘uptown’ Puerto España (las partes que van hacia el norte), St. Clair y Woodbrook, han experimentado un boom puesto que empresas grandes construyen sus sedes de muchas plantas en los barrios que antiguamente eran de clase alta.
Puerto España es el centro de uno de los más antiguos y más grandes carnavales del mundo. Artistas internacionales y regionales tales como Beyonce, Sean Kingston, Rihanna, Nicki Minaj, Enrique Iglesias, Collie Buddz, Damien Marley, Sizzla, Beenie Man, Kansas, Outfield, Cascada, Ian Van Dahl, Akon, Usher, Kumar Sanu, Sonu Nigam, Shaka Demus, John Legend y Engelbert Humperdink visitan Trinidad a menudo. Se puede encontrar muchos restaurantes y discotecas excelentes en la Avenida Ariapita, una franja popular de entretenimiento. También, se puede encontrar ‘pan yards’ por el pueblo.
Además, Puerto España es un centro cultural para el país. Representaciones regulares de baile y teatro tienen lugar en el ‘Little Carib Theatre’ (el Teatro de Little Carib), ‘Queen’s Hall’ (el Auditorio de la Reina), el ‘Central Bank Auditorium’ (el Auditorio del Banco Central) y otros lugares. Dos principales nuevos lugares en construcción son el ‘National Academy for the Performing Arts’ (la Academia Nacional de las Artes Interpretativas) y el ‘National Carnival and Entertainment Centre’ (el Centro Nacional de Carnaval y Entretenimiento) Carnaval de Trinidad y Tobago.

## Deportes

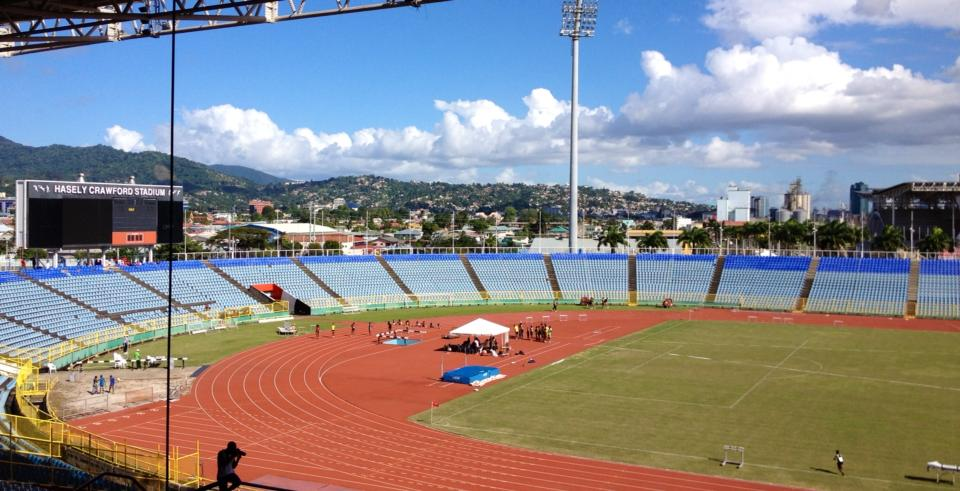
Vista del Hasely Crawford Stadium

Puerto España tiene instalaciones deportivas importantes como:
- El ‘Queen’s Park Oval’ (críquet, ciclismo);
- El ‘Hasely Crawford Stadium’ (fútbol, atletismo);
- El ‘Jean Pierre Complex’ (netball, boxeo);
- Varios campos deportivos en el ‘Queen’s Park Savannah’.
- Puerto España fue una de las ciudades anfitrionas de la Copa Mundial de Críquet de 2007.

## Criminalidad
Puerto España y sus alrededores tienen una tasa de criminalidad más alta que cualquier otra parte de Trinidad. El número de homicidios por el país aumentó de menos de 50 en los años 1980, a 97 en 1998 y después, a 360 en 2006 (30 asesinatos por 100.000 personas). Muchos asesinatos están relacionados con la droga, sobre todo en las comunidades deprimidas del este de Puerto España. La administración policial ha reaccionado mejorando las condiciones laborales de los agentes de policía, además de aumentar el uso de pruebas forenses y de tecnología de vigilancia. Incluso ha querido contratar a expertos del extranjero e incorporar a docenas de detectives de Scotland Yard a la policía local. Ha tenido cierto nivel de éxito; los secuestros exprés, que estaban aumentando desde hace unos años, casi no han ocurrido durante los últimos dos años. Desafortunadamente, el número de asesinatos sigue subiendo.
El aumento de violencia y criminalidad molesta mucho a la mayoría de los habitantes de Puerto España y ha debilitado la cultura de confianza que en el pasado prevaleció en la ciudad y el país. La mayoría de visitantes a Puerto España no tienen problemas una vez que observen unas reglas de sentido común que se implementan en las típicas ciudades grandes de los EE. UU. Se debe evitar el centro urbano por la noche. Afortunadamente, la mayoría de los lugares que ofrecen el mejor entretenimiento están en la vida nocturna efervescente de los distritos hacia el norte de la ciudad.

## Salud
Como otras partes de Trinidad y Tobago, Puerto España tiene una combinación de servicios de asistencia sanitaria tanto pública como privada. El principal hospital público se llama el ‘Port of Spain General Hospital’. Este hospital es uno de los principales centros de tratamiento en el Caribe del Sur. La demanda del servicio de asistencia sanitaria rápida y de buena calidad ha supuesto el establecimiento de varios hospitales privados.

## Transporte

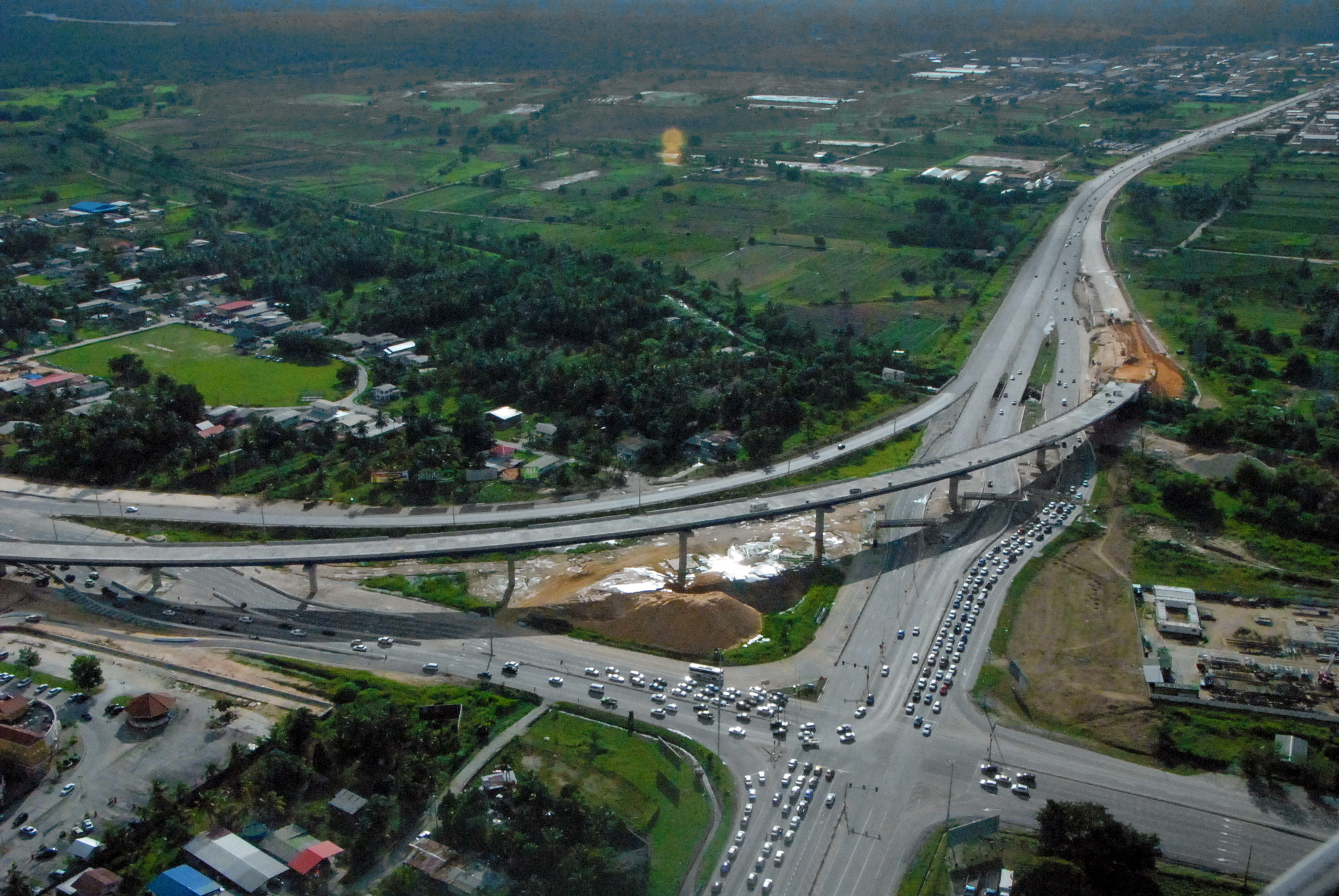
Vista del tráfico en Puerto España

El transporte para entrar y salir de Puerto España está plagado de largas demoras por el tráfico de la hora punta. El tráfico entra en la ciudad del este por la autovía de Churchill-Roosevelt que termina en Barataria, justo al este de la ciudad y se convierte en la autovía de Beetham. En cambio, el tráfico puede girar hacia el norte en Barataria y entra en la ciudad al norte por la carretera de Lady Young. El ‘Eastern Main Road’ es paralela a la carretera y entra en la ciudad al extremo del este de ‘Independence Square’. La ruta prioritaria para autobuses que va paralela a la antigua Vía de Tren del Gobierno de Trinidad, entra en la ciudad por la Puerta de la Ciudad (‘City Gate’). El tráfico del oeste entra en la ciudad por el ‘Western Main Road’ (la Calle Principal del Oeste) y la autovía de Audrey Jeffers.
Para disminuir los problemas viarios actuales que resultan en viajes de hasta dos a tres horas durante la hora punta, varios proyectos están en diferentes fases de desarrollo. Las obras de mejoría en la autovía de Churchill-Roosevelt para convertirla en una autopista separada por niveles, la reintroducción de transporte en tren por medio del proyecto de vía rápida de Trinidad, y la ampliación de servicios de transbordadores de Puerto España a los principales centros urbanos por la costa del oeste, son bastante significativos.
‘City Gate’ sirve de centro de transporte de autobuses públicos y mini-autobuses privados (conocido localmente como maxi-taxis). ‘City Gate’ está situado en ‘South Quay’ justo al sur de ‘Independence Square’. Un servicio de transbordadores conecta Puerto España con Scarborough, Tobago. Como otras partes de la isla de Trinidad, Puerto España tiene servicio del Aeropuerto Internacional de Piarco ubicado en Piarco.

## Servicios públicos
‘Powergen’ se encarga de la generación de electricidad, mientras que el ‘Trinidad and Tobago Electricity Commission’ (la Comisión de Electricidad de Trinidad y Tobago), T&TEC, se encarga de su distribución. ‘Powergen’ tiene una planta de generación a gas natural en el ‘Wrightson Road’. La energía adicional se puede suministrar de las plantas en Point Lisas y Penal.
Las telecomunicaciones están reguladas por el ‘Telecommunications Authority of Trinidad and Tobago’ (la Autoridad de Telecomunicaciones de Trinidad y Tobago), TATT. Ha estado intentando quitar el monopolio de la industria, expidiendo varios nuevos permisos en 2005. El servicio de teléfono de línea fija es un monopolio controlado por el ‘Telecommunications Services of Trinidad and Tobago’ (los Servicios de Telecomunicaciones de Trinidad y Tobago), TSTT. Se han concedido permisos para promover la competencia en esta área pero todavía queda mucho para empezar. La telefonía móvil está controlada actualmente por TSTT pero se han expedido permisos a dos compañías privadas, Digicel y Laqtel, para ofrecer un servicio celular que compita con TSTT.
El agua y la red de saneamiento están dentro del ámbito del ‘Water and Sewerage Authority of Trinidad and Tobago’ (la Autoridad de Agua y red de saneamiento de Trinidad y Tobago), WASA. Se deshacen de la mayoría de los residuos sólidos en el ‘Beetham Landfill’, más conocido como La Base.
| Mes                 | Ene | Feb | Mar | Abr | May | Jun | Jul | Ago | Sep | Oct | Nov | Dic |
| ------------------- | --- | --- | --- | --- | --- | --- | --- | --- | --- | --- | --- | --- |
| Máx Tª (°C)         | 28  | 27  | 29  | 28  | 26  | 29  | 31  | 29  | 27  | 28  | 26  | 25  |
| Min Tª (°C)         | 18  | 19  | 21  | 18  | 20  | 23  | 24  | 21  | 20  | 20  | 19  | 17  |
| Fuente: BBC Weather |     |     |     |     |     |     |     |     |     |     |     |     |

## Personas destacadas
- La Rapera Nicki Minaj nació en Puerto España y se trasladó a Nueva York (Estados Unidos) cuando tenía 6 años de edad.

## Ciudades hermanadas
- Atlanta, Georgia, Estados Unidos.
- Morne-à-l'Eau (Morne-a-Lou), Guadalupe.
- Georgetown, Guyana.
- Richmond, California, Estados Unidos.
- St. Catharines, Ontario, Canadá.
- Lagos, Nigeria.
- Yeosu, Corea del Sur.
- Mangalore, India.
- Madrid, España.